# Над обрывом
«Над обрывом» (кит. 悬崖之上) — кинофильм режиссёра Чжан Имоу, вышедший на экраны в 2021 году.

## Сюжет
Действие происходит в 1930-е годы в японском марионеточном государстве Маньчжоу-Го. Четыре агента Китайской коммунистической партии (КПК) после подготовки в Советском Союзе забрасываются на парашютах на территорию Маньчжоу-Го, чтобы провести секретную операцию по переброске за границу одного из свидетелей японских зверств. Операция с самого начала идёт не по плану, поскольку о заброске коммунистов становится известно местной разведке. Разделившись на пары, агенты КПК продвигаются через заснеженный лес к железной дороге. По дороге их встречают разведчики под видом членов местного сопротивления. Одной паре удаётся раскусить эту уловку и уйти от разведки, вторая же оказывается под колпаком. К счастью, возможность провести операцию сохраняется благодаря тому, что в рядах разведки тоже оказывается коммунистический агент...

## В ролях
- Ю Хэвэй — Чжоу И, агент КПК в рядах маньчжурской разведки
- Чжан И — Чжан Сяньчэнь, бывший журналист, агент КПК
- Цинь Хайлу — Ван Ю, жена Чжан И, агент КПК
- Лю Хаоцюнь — Сяо Лань, агент КПК
- Чжу Явэнь — Чу Лян, агент КПК
- Ни Дахун — начальник разведки Гао
- Ли Найвэнь — Люй Мин, подчинённый Гао
- Ю Айлэй — Цзинь Чжидэ, подчинённый Гао
- Лэй Йзяйин — коммунист-предатель

## Награды и номинации
- 2021 — участие в конкурсной программе кинофестиваля в Сиджесе.
- 2021 — 3 премии «Золотой петух»: лучший режиссёр (Чжан Имоу), лучший актёр (Чжан И), лучшая операторская работа (Чжао Сяодин). Кроме того, лента получила 4 номинации: лучший фильм, лучший актёр (Ю Хэвэй), лучшая работа художника-постановщика (Линь Му), лучший звук.
- 2021 — Азиатская кинопремия за лучший монтаж (Ли Ёнги), а также 5 номинаций: лучший актёр второго плана (Ю Айлэй), лучшая актриса второго плана (Цинь Хайлу), лучшая операторская работа (Чжао Сяодин), лучший композитор (Чо Ён-ук), лучший дизайн костюмов (Чэнь Миньчжэн).
- 2022 — премия «Сто цветов» за лучшую мужскую роль (Чжан И).